# Backstage
Pour les articles homonymes, voir Backstage (homonymie).
Pour plus de détails, voir Fiche technique et Distribution.
Backstage est un film français réalisé par Emmanuelle Bercot, sorti en 2005.

## Synopsis
Lucie, 17 ans, une adolescente ordinaire, est fan de la chanteuse Lauren Waks. Un jour, son destin va la conduire à pénétrer dans la vie de son idole.

## Fiche technique
- Titre : Backstage
- Réalisatrice : Emmanuelle Bercot
- Scénaristes : Emmanuelle Bercot et Jérôme Tonnerre
- Directeur de la photographie : Agnès Godard
- Compositeur : Laurent Marimbert
- Chansons : Laurent Marimbert (musique), Marine Bercot (lyrics), Emmanuelle Seigner (interprétation)
- Monteur : Julien Leloup
- Chef décorateur : Eric Barboza
- Distribué par Haut et Court
- Durée : 115 minutes
- Dates de sortie : 16 novembre 2005 en France
- Classification :
  -  France : tous publics[2]

## Distribution
- Emmanuelle Seigner : Lauren Waks
- Isild Le Besco : Lucie
- Noémie Lvovsky : Juliette
- Valéry Zeitoun : Seymour
- Samuel Benchetrit : Daniel
- Edith Le Merdy : Marie-Line
- Jean-Paul Walle Wa Wana : Jean-Claude
- Mar Sodupe : Nanou
- Éric Lartigau : un réalisateur
- Lise Lamétrie : la femme de chambre
- Claude Duneton : le père de Lauren
- Joëlle Miquel : Gisèle
- Aurore Auteuil : Pamela
- Morgane Polanski : une fan
- Yousef Baghdary : Stéphane
- Alain Berlioux : l'amant de Lauren
- Patrick Blanchais : l'ingénieur son studio
- Nicolas Maury : Un fan

## Production et inspirations
Emmanuelle Bercot explique qu'elle souhaitait aborder les relations passionnelles contrariées, la figure du fan et des personnalités publiques une fois qu'elles ont quitté la scène,.
Le titre Backstage désigne à la fois les coulisses et la maison de disque de Lauren Waks.
- Emmanuelle Seigner s'est inspirée pour son personnage de Marilyn Monroe même si la réalisatrice a distillé des indices laissant penser que Lauren Waks est largement inspirée de Mylène Farmer [5].

## Critique
Le Monde loue l'histoire d'une relation névrosée.

## Distinctions

### Récompenses
- Festival international du film de Thessalonique 2005 :
  - Prix du meilleur réalisateur : Emmanuelle Bercot
  - Prix de la meilleure actrice : Isild Le Besco

### Nominations
- Sélection officielle, hors compétition, à la 62e Mostra de Venise.
- Sélection officielle au Festival des Busters 2017